# Дубровки (Брестская область)
Дубровки (бел. Дубраўкі) — деревня в Дрогичинском районе Брестской области Белоруссии. Входит в состав Хомского сельсовета.

## География
Деревня находится в центральной части Брестской области, при автодороге Н-666, на расстоянии приблизительно 11 километров (по прямой) к северо-востоку от города Дрогичина, административного центра района. Абсолютная высота — 153 метра над уровнем моря. Площадь населённого пункта — 0,6283 км².

## История
По состоянию на 1905 год, в Дубровке проживало 350 человек. В административном отношении деревня входила в состав Бездежской волости Кобринского уезда Гродненской губернии.
Согласно Рижскому мирному договору (1921), деревня вошла в состав межвоенной Польши. Входила в состав гмины Бездеж Дрогичинского повета Полесского воеводства. В 1921 году числилось 370 жителей, проживавших в 76 домах. В этническом составе населения того периода полещуки составляли 79,2 %. В конфессиональном составе населения преобладали православные христиане (100 %).
С 1939 года в БССР.

## Население
По данным переписи 2019 года, в деревне проживало 24 человека.
| Год  | Население, человек |
| ---- | ------------------ |
| 1905 | 350                |
| 1921 | ↗ 370              |
| 2009 | ↘ 47               |
| 2019 | ↘ 24               |